# 悪魔のファンタジー
『悪魔のファンタジー』（あくまのファンタジー）は、赤川次郎,曽根原澄子による日本の漫画作品。

## 概要
『なかよし』（講談社）において、1982年から1982年まで連載された。

## 書誌情報
赤川次郎,曽根原澄 『悪魔のファンタジー』 講談社〈講談社コミックスなかよし〉、全1巻
- 1巻、1982年6月6日発行、ISBN 4-06-108412-7